# Qabus ibn al-Mundhir
Qabus ibn al-Múndhir —àrab: قابوس بن المنذر, Qābūs b. al-Munḏir— fou rei làkhmida d'al-Hira i l'Aràbia sassànida. Va succeir el seu germà Amr III ibn Hind quan aquest fou assassinat el 569. Se sap que després del 561 va dirigir diverses expedicions contra la frontera romana d'Orient, tot i que el tractat de pau d'aquell any especificava que no s'havien de fer atacs. La lluita fou paral·lela a la del seu germà el rei Amr III, del qual va actuar aparentment com un general en cap de l'exèrcit.
Poc després de pujar al tron fou derrotat el 570 pel gassànida al-Múndhir III ibn al-Hàrith (569-581) prop d'al-Hira, segurament en l'anomenada batalla d'Ayn Ubagh. El 572 els perses van ocupar Aràbia del sud, i ben segur que Qabus hi va participar més o menys directament.
Segons algunes fonts només va regnar quatre anys i el va succeir vers 573 el persa Feshart Ouzayd. Altres allarguen el seu regnat fins al 577.